# Гимн Каталонии
Жнецы (кат. Els Segadors) — региональный гимн Каталонии. Народная мелодия песни была создана неизвестным автором в период восстания каталонцев в 1639—1640. Стихи гимна (для этой мелодии) были написаны в конце XIX века.
Утверждён как гимн автономного сообщества в 1993.

## Текст
| Els Segadors (на каталанском) Catalunya triomfant, tornarà a ser rica i plena. Endarrera aquesta gent tan ufana i tan superba. Tornada: Bon cop de falç! Bon cop de falç, defensors de la terra! Bon cop de falç! Ara és hora, segadors. Ara és hora d’estar alerta. Per quan vingui un altre juny, esmolem ben bé les eines. Tornada Que tremoli l’enemic, en veient la nostra ensenya. Com fem caure espigues d’or, quan convé seguem cadenes. Tornada | «Жнецы» (на русском) Победоносная Каталония, К богатству и изобилию вернёшься ты, За спинами тех людей настолько гордых и злых Припев Взмахнём серпом! Взмахнём серпом, защитники земли! – Взмахнём серпом! Пришло время, жнецы. Пришло время быть на чеку. Когда придёт июнь, С заточеными инструментами Припев Пусть враг дрожит, Узрев наш флаг. Также как косим колосья, Придёт время — сбросим свои цепи Припев |